# Melih Gökçek
Melih Gökçek, né le 20 octobre 1948 à Keçiören, est un homme politique turc, membre du Parti de la justice et du développement (AKP). Il est maire d'Ankara de 1994 à 2017.

## Biographie
Melih Gökçek est propriétaire d'une chaîne de télévision dont il confie la direction à son fils et président d'honneur d'un club de football.
Il est réélu maire d'Ankara en 2009. Des soupçons de fraudes entachent l'élection, en raison des coupures d'électricité à répétition au moment du décompte des bulletins. Certains observateurs dénoncent « un système à l'azerbaïdjanaise ». Réélu en 2014, l'opposition dépose un recours, estimant le scrutin entaché d’irrégularités.
Il reçoit l'ordre en octobre 2017 de démissionner de son poste de maire. Recep Tayyip Erdogan avait souligné « l'usure » de certains pans de l'AKP. Il démissionne le 28 octobre et Mustafa Tuna, maire AKP de Sincan (une municipalité de l'agglomération d'Ankara) depuis 2009, est élu par les conseillers municipaux d'Ankara comme nouveau maire le 6 novembre suivant.
Lui-même ancien membre des Loups gris, il utilise les membres de l'organisation pour maintenir l'ordre dans certains quartiers de la ville.
Il crée un immense parc à thème sur les dinosaures, à l'emplacement d'une ancienne forêt, projet d'un coût de 750 millions de dollars, dénoncé comme un « massacre de la nature ». Élu en 2020, Mansur Yavaş, opposant à l'AKP, abandonne le parc, misant plutôt sur l'embellissement des espaces verts existants.
Décrit par Le Figaro comme un « moustachu corrompu aux allures de fayot pro-Erdogan », il est la cible de critiques de la part de son successeur Mansur Yavaş pour le clientélisme et les pots-de-vin qui avaient cours sous son mandat. En 2020, noms à l'appui, le nouveau maire critique dans une vidéo les promotions par piston obtenues sous le mandat de Melih Gökçek. 

### Prises de position
Opposé au droit à l'avortement, il déclare que « des femmes tuent leur bébé né d'un adultère. Elles feraient mieux de se suicider plutôt que de tuer leur enfant » ou encore « pourquoi un enfant dont la mère s'est fait violer doit mourir ? C'est sa mère qui doit mourir ».
Lors du mouvement protestataire de 2013, il dénonce les manifestants, qu'il voit comme des « provocateurs à la solde de l'étranger », et prend pour cible la correspondante de la BBC, qu'il accuse d'être « une espionne et une traîtresse ».
En février 2017, lors du séisme de 2017 en mer Égée, après que des tremblements de terre ont secoué la Turquie, il défend l'hypothèse qu'ils aient été provoqués artificiellement par des puissances étrangères,, désignant un navire de prospection sismique marine au large de la Turquie comme étant suspecté de l'avoir provoqué comme une arme sismique.